# Mattias Ingeson
Mattias Lars Axel Ingeson, född 8 mars 1974 i Landeryds församling i Östergötlands län, är en svensk jurist och politiker (kristdemokrat). Han var riksdagsledamot (tjänstgörande ersättare) 2018 och 2020, invald för Jönköpings läns valkrets.

## Biografi
Ingeson växte upp i Linköping i Östergötland, Bålsta i Uppland och Torpa kyrkby utanför Tranås i Småland. Efter gymnasiet i Tranås läste han juristprogrammet vid Uppsala universitet 1993–1998 och tjänstgjorde sedan inom Försäkringskassan på olika orter. Därefter blev han 2007 biträdande generalsekreterare för hjälporganisationen Erikshjälpen.
Han blev politiskt aktiv i Kristdemokraterna 2006. Politiskt verksam inom Region Jönköpings län, var han förste ersättare i regionfullmäktige 2014–2018, förste ersättare i regionstyrelsen 2015–2018 och ordförande för Länsrådet för funktionsnedsättningar där 2015–2018. Han gick in som ersättare i riksdagen för Acko Ankarberg Johansson då hon blev sjuk efter valet 2018.
Han var under studietiden ordförande för Svenska Missionsförbundets Ungdom, SMU.
Mattias Ingeson är gift med läraren Karin Ingeson, ogift Martinsson (född 1977) och har tre barn. Han är bosatt i Russnäs utanför Eksjö.